# Oyaya!
Oyaya! é o sétimo álbum de estúdio lançado pela cantora, compositora e produtora beninense Angélique Kidjo. O álbum foi lançado no dia 5 de Abril de 2004, pela gravadora Sony BMG Music Entertainment.

## Faixas
| N.º            | Título                                                    | Compositor(es)                                 | Duração |  |
| 1.             | "Seyin Djro"                                              | Jean Hébrail e Angélique Kidjo                 | 4:33    |  |
| 2.             | "Congoleo"                                                | Jean Hébrail e Angélique Kidjo                 | 3:39    |  |
| 3.             | "Bala Bala"                                               | Jean Hébrail e Angélique Kidjo                 | 3:40    |  |
| 4.             | "Oulala"                                                  | Jean Hébrail e Angélique Kidjo                 | 3:19    |  |
| 5.             | "N'Yin Wan Nou We"                                        | Jean Hébrail e Angélique Kidjo                 | 4:21    |  |
| 6.             | "Conga Habanera"                                          | Jean Hébrail e Angélique Kidjo                 | 3:57    |  |
| 7.             | "Le Monde Comme un Bébé" (Participação de Henri Salvador) | Pierre Grillet, Jean Hébrail e Angélique Kidjo | 2:42    |  |
| 8.             | "Mutoto Kwanza"                                           | Jean Hébrail e Angélique Kidjo                 | 3:18    |  |
| 9.             | "Adje Dada"                                               | Jean Hébrail e Angélique Kidjo                 | 4:12    |  |
| 10.            | "Djovamin Yi"                                             | Jean Hébrail e Angélique Kidjo                 | 5:16    |  |
| 11.            | "Dje Dje l'Aye"                                           | Jean Hébrail e Angélique Kidjo                 | 2:52    |  |
| 12.            | "Macumba"                                                 | Jean Hébrail e Angélique Kidjo                 | 4:09    |  |
| 13.            | "Bissimilai"                                              | Jean Hébrail e Angélique Kidjo                 | 3:41    |  |
| Duração total: | Duração total:                                            | Duração total:                                 | 60:49   |  |